# Outernet

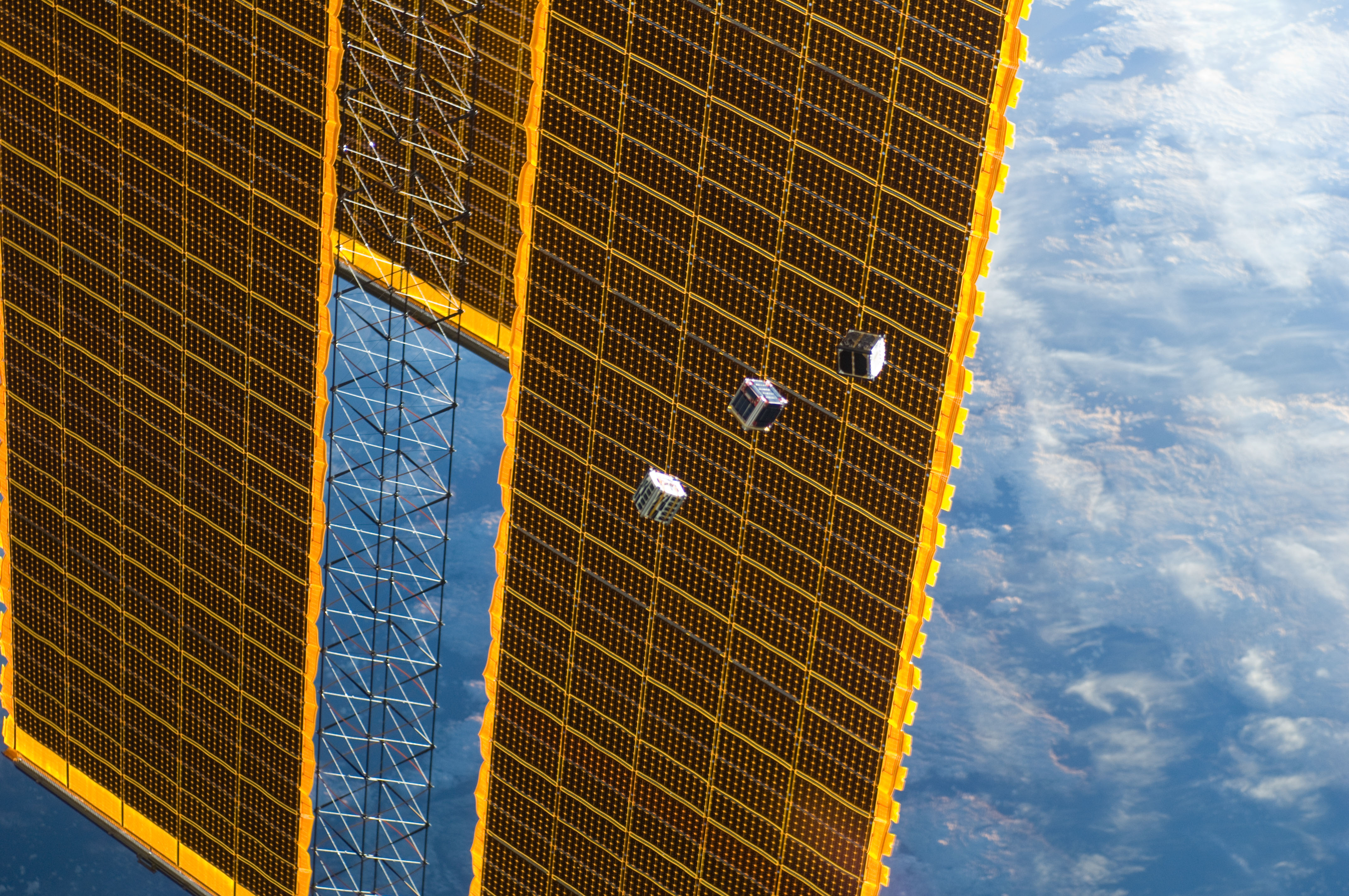
Para outernet usan una constelación de CubeSats, satélites en miniatura que desde una órbita baja emiten vía radio para cualquier dispositivo con Wi-Fi.

La empresa neoyorquina MDIF (Media Development Investment Fund: fondo de inversiones para el desarrollo de medios de comunicación) lanzó el proyecto Outernet Inc. (pronunciado /áuternet/), creado por Syed Karim (director de Innovación de MDIF).
Esta tecnología permite el acceso satelital libre a Internet. Colocaron varios microsatélites CubeSats que orbitan la Tierra para dar acceso público al ciberespacio, desde fuera del planeta (de ahí el nombre de outernet). Así, llega a países en los que la censura impide el acceso a Internet, y usa una constelación de satélites de bajo coste.
El debut de outernet fue en 2015. Aun así, ofrecer la web vía satélite a lugares a los que no llegan las líneas de comunicación habituales no es una idea nueva, pero hasta ahora es una solución cara y que en muchos casos tampoco asegura una gran velocidad. Mantener outernet en funcionamiento tendría unos costes que habría que seguir sufragando año a año.
Personas de todo el mundo, mediante celulares inteligentes participaron en la selección y priorización de los contenidos que serán trasmitidos. El Fondo ha solicitado a la NASA utilizar la Estación Espacial Internacional para probar su tecnología, pero ha sido rechazada en junio de 2014. Hoy, un 60% de la población mundial no cuenta con acceso a internet. La economía y política son los principales lastres que sufre su avance y, por ello, se apuesta por dar forma definitiva a outernet.